# Umm Batin
Umm Batin (hebr.: אום בטין; arab. أمّ باتين) – wieś położona w samorządzie regionu Abu Basma, w Dystrykcie Południowym, w Izraelu.
Leży w północnej części pustyni Negew, pomiędzy miastami Arad a Beer Szewą.